# Julian Braun
Julian Braun (* 27. September 1995 in Altenkirchen) ist ein deutscher Radrennfahrer.

## Sportliche Laufbahn
Julian Braun ist seit 2011 im Leistungsradsport aktiv. 2014 belegte er bei den deutschen Meisterschaften Rang 13 im Einzelzeitfahren der Klasse U23, im Jahr darauf wurde er Fünfter, 2017 Vize-Meister. Ebenfalls 2017 errang er mit dem Team Lotto–Kern Haus den deutschen Meistertitel im Mannschaftszeitfahren. Beim Chrono des Nations wurde er Vierter. 2018 belegte er Rang sechs beim Chrono Champenois.
2019 wurde Braun bei den deutschen Meisterschaften Achter im Einzelzeitfahren. 2021 gewann er das Bundesliga-Rennen Spee Cup Genthin. 2024 wurde er ein weiteres Mal deutscher Meister im Mannschaftszeitfahren.

## Erfolge
2017
- Deutscher Meister – Mannschaftszeitfahren (mit Joshua Huppertz, Christopher Hatz, Raphael Freienstein, Jonas Rutsch und Joshua Stritzinger)

2024
- Deutscher Meister – Mannschaftszeitfahren (mit Julian Borresch, Sebastian Niehues, Silas Koech, Henri Appelbaum und Jonathan Rottmann)